# بومیس
بومیس (به انگلیسی: Bomis) یک شرکت اینترنتی بود که برای حمایت از خلق محتویات آزاد با پروژه‌های اینترنتی دانشنامه نیوپدیا و ویکی‌پدیا شناخته شده‌است. این شرکت در سال ۱۹۹۶ توسط جیمی ویلز، تیم شل و مایکل دیویس تأسیس شد.
بومیس یک پایگاه اینترنتی تفریحی و دارای محتوای اروتیک برای مردان بود؛ و سرمایه نخستین دانشنامه آزاد نیوپدیا، و جانشین آن ویکی‌پدیا، توسط آن تا سال ۲۰۰۳ تأمین می‌شد. پهنای باند و سرور استفاده شده برای پروژه ویکی‌پدیا، توسط بومیس اهدا شد؛ و بسیاری از کارمندان شرکت بومیس و نیز مدیرعامل این شرکت در ایجاد اولیه ویکی‌پدیا همکاری کردند.